# Iver Christian Lasson
Ivar Christian Lasson (født 20. juni 1754 på Uggerslevgård, død 16. januar 1823 i Horsens) var en dansk officer, far til Georg Henrik Lasson.
Han var søn af Jens Lasson (1713-1759) og Ursula Dorothea de Seue og født på Uggerslevgård, men fra lille af opdraget på Harridslevgård hos farmoderen, fru Christiane Hagedorn, født Hoppe, fik allerede i sit 8. år officersudnævnelse i Fynske Regiment lette Dragoner, hvor han 1772 trådte i nummer som sekondløjtnant, 1776 blev premierløjtnant, 1782 ritmester. Året efter blev han forsat til Sjællandske Rytterregiment, men vendte 1789 tilbage til fynske Dragoner og blev her major 1793. 1803 forsattes Lasson til Slesvigske Regiment Ryttere (1816 Slesvigske Kyrasserer) og blev her 1806 oberstløjtnant, 1808 oberst, 1809 regimentschef. 1812 fik Lasson, der samme år var udnævnt til generalmajor, ordre til midlertidig at overtage generalkommandoen i Nørrejylland, og 1813 blev han chef for auxiliærkorpsets 2. brigade. Lasson, der ved dette tidspunkt var betegnet af sine overordnede som en særdeles duelig rytterchef, som en fin og kundskabsrig mand, "der skriver meget og godt for sig", men som tillige fra anden side havde ord for at være ikke lidet forfængelig, affekteret og påholdende, gjorde meget god fyldest som brigadefører under felttoget ved sydgrænsen. Han omtales rosende af de franske generaler for sin på én gang slebne og bestemte optræden, og Frederik af Hessen fremhæver ham gentagne gange for personligt mod og god konduite, særlig således i brigadens smukke træfning ved Boden 4. december 1813. Samme år blev han Ridder af Dannebrog. Efter krigens slutning overtog han på ny kommandoen over sit regiment og beklædte tillige fra 1819 posten som kommanderende general ad interim i Nørrejylland.
19. september 1783 ægtede han 1. gang Anne Sophie Løvenørn (22. maj 1759 – 23. januar 1801), datter af konferensråd Frederik de Løvenørn til Bregentved og Frederikke Sophie f. von Holsten, og 2. gang 2. december 1808 i Græshave Kirke Anna Seehusen (20. maj 1788 på Øllingesøgård – 29. september 1857 i Horsens), datter af kammerråd Seehusen til Øllingesøgård.